# Space Jam : Nouvelle Ère
Série
Space Jam
(1996)
Pour plus de détails, voir Fiche technique et Distribution.
Space Jam : Nouvelle Ère (Space Jam: A New Legacy), ou Basket spatial : Une nouvelle ère au Québec, est un film américain réalisé par Malcolm D. Lee et sorti en 2021.
Co-écrit par Ryan Coogler et Sev Ohanian, il fait suite à Space Jam de Joe Pytka sorti en 1996. Tout comme son prédécesseur et Les Looney Tunes passent à l'action (2003), il mêle la prise de vues réelles, l'animation dite « traditionnelle » et l'animation 3D.
Le film met en vedette le joueur de basket-ball LeBron James en tant que version romancée de lui-même, ainsi que Don Cheadle, Khris Davis, Sonequa Martin-Green et Cédric Joe dans des rôles en direct. Il met également en vedette de nombreux personnages « Looney Tunes » tels que Bugs Bunny, Sylvestre, Charlie le coq, Daffy Duck, Marvin le Martien et Lola Bunny.
Le film début alors que Dom James veut devenir programmeur de jeux vidéo mais son père, le basketteur LeBron James, star de la NBA, veut qu'il se consacre uniquement au basketball, ce qui créé une tension entre le père et le fils. Al-G Rhythm, algorithme des studios de la Warner Bros., veut se faire reconnaitre pour son existence et son travail au monde entier en utilisant Lebron James et sa notoriété avec sa nouvelle invention qui révolutionne l'animation, Warner 3000. Lebron visite les studios Warner Bros avec son fils Dom et il refuse l'idée d'utiliser Warner 3000 pour devenir une star de l'animation aux dirigeants des studios et insulte même leur algorithme. Al-G Rhythm, se sentant humilié et vexé, piège Lebron et Dom dans son monde virtuel, le Serveur-Monde, et il retient prisonnier Dom alors qu'il envoie Lebron dans le monde des « Looney Tunes » où Bugs Bunny en est le seul occupant, car Al-G Rhythm avait dispersé ses amis aux quatre coins du Serveur-Monde.
De par le grand nombre de références, caméos et crossovers qu’elle contient, la bande-annonce crée un événement planétaire et devient virale,,,. Dès son premier week-end de sortie, le film est un succès, en amassant 32 millions de dollars de recettes, un record pour un film familial sorti en pleine pandémie de Covid-19,.

## Synopsis
En 1998, le jeune LeBron James est déposé à un match de Basket-ball par sa mère. Son ami Malik lui donne un Game Boy, avec lequel LeBron joue à un jeu de Bugs Bunny jusqu'à ce que le coach lui demande de se concentrer sur le jeu. Après avoir manqué un buzzer potentiel et avoir été réprimandé par l'entraîneur après le match, LeBron décide de suivre ses conseils et jette sa Game Boy.
De nos jours, LeBron encourage ses fils, Darius et Dominic, à poursuivre une carrière de basket-ball. Alors que les tentatives de LeBron avec Darius sont couronnées de succès, Dom rêve de devenir développeur de jeux vidéo. LeBron, Malik et Dom sont plus tard invités aux studios de Warner Bros. pour une proposition de film. LeBron rejette l'idée alors que Dom s'intéresse au logiciel de Warner 3000, en particulier son IA, Al-G Rhythm. Leurs points de vue divergents conduisent à une dispute jusqu’à ce que Dom révèle son ressentiment à l'égard des conseils de son père. Ayant pris conscience de soi et désirant plus de reconnaissance dans le monde, Al-G attire LeBron et Dom dans la salle des Serveurs du sous-sol et les piège dans le Serveur-Monde de Warner Bros.
Al-G fait prisonnier Dom explique à son père qu’il devra gagner un match de basket pour le récupérer, sous peine de rester coincé dans le Serveur-Monde pour toujours, puis envoie LeBron dans Monde des Tunes pour qu’il forme son équipe. LeBron, changé en toon, découvre que le Monde des Tunes est abandonné ne restant que Bugs Bunny qui explique qu'Al-G a convaincu les autres Looney Tunes de rejoindre les autres mondes du Serveur-Monde. En utilisant le vaisseau spatial de Marvin le Martien, ils voyagent dans divers mondes (DC Comics, Matrix, Mad Max.) où Bugs décide de retrouver les autres Looney Tunes pour former la Tunes Squad, alors que LeBron voulait recruter d’autres personnages plus efficaces. Pendant ce temps, Al-G manipule Dom pour qu’il fasse une nouvelle conception du basket d’après son jeu vidéo pour le match, puis crée son équipe en prenant des joueurs de la NBA *Eau de Feu* (Klay Thompson sous la forme d’eau qui peut aussi se changer en feu), Arachnneka (Nneka Ogwumike sous les traits d’une mygale), White Mamba (Diana Taurasi sous les traits d’un serpent), Sourcil-Bro (Anthony Davis sous les traits d’un aigle), et Chronos (Damian Lillard robotique qui manipule le temps).
Dans le Monde des Tunes, malgré les protestations de Bugs, LeBron insiste pour enseigner à la Tunes Squad les principes fondamentaux du basket plutôt que la méthode Tunes. Ils rencontrent l'équipe d'Al-G, la Goon Squad, qui est dirigée par Dom. Al-G donne un aspect 3D au Monde des Tunes ainsi qu'aux Looney Tunes, puis il choisit comme spectateurs tous les personnages du Serveur-Monde, ainsi que les followers et la famille de LeBron qu'il a enlevés. Al-G annonce que si l’équipe de LeBron perd, toutes les personnes enlevées seront coincées dans le Serveur-Monde, et que les Looney Tunes seront effacés définitivement.
La Goon Squad domine la première mi-temps, utilisant les nouvelles règles du jeu qui leur permettent de gagner des points supplémentaires. LeBron se rend compte de son erreur et accepte que les Looney Tunes redeviennent des toons, ce qui leur permet de rattraper le score pendant la deuxième mi-temps. Pendant un temps d'arrêt, LeBron voit qu'Al-G devient énormément sévère avec Dom et saisit son occasion pour s'excuser auprès de Dom pour ne pas avoir été un bon père. Dom pardonne son père et rejoint la Tunes Squad tandis qu'Al-G prend sa place et prend le contrôle du jeu pour tricher en sa faveur. Rappelant un problème dans le jeu de Dom, dans lequel un personnage est supprimé et que le jeu bug après qu'un mouvement spécifique soit effectué, LeBron se porte volontaire pour effectuer le mouvement, mais Bugs le fait au dernier moment, se sacrifiant dans le processus. LeBron marque le point gagnant avec l'aide de Dom, en supprimant Al-G. Les Looney Tunes et leurs monde se restaurent et LeBron, sa famille et les autres spectateurs du monde réel quittent le Serveur-Monde, tandis que Bugs se réconcilie avec ses amis avant d'être supprimé.
Une semaine plus tard, LeBron, emmène Dom, au camp de conception de jeux de l'E3. Il retrouve ensuite Bugs, qui révèle que vue que c’est un toon il ne peut pas mourir et que ses amis sont également entrés dans le monde réel. LeBron, ayant accepté les Looney Tunes comme faisant partie de sa famille, leur permet de vivre avec lui temporairement.

## Fiche technique
- Titre original : Space Jam: A New Legacy
- Titre français : Space Jam : Nouvelle Ère
- Titre québécois : Basket spatial : Une nouvelle ère[7]
- Réalisation : Malcolm D. Lee
- Scénario : Juel Taylor, Tony Rettenmaier, Keenan Coogler, Terence Nance, Jesse Gordon, Celeste Ballard, Ryan Coogler et Sev Ohanian, d'après une histoire de Juel Taylor, Tony Rettenmaier, Keenan Coogler et Terence Nance, d'après les personnages des Looney Tunes
- Musique : Kris Bowers
- Direction artistique : Julien Pougnier et Eric Sundahl
- Directeur de l'animation 2D : Spike Brandt
- Décors : Kevin Ishioka et Akin McKenzie
- Costumes : Melissa Bruning
- Photographie : Salvatore Totino
- Montage : Zene Baker
- Production : Maverick Carter, Ryan Coogler, Duncan Henderson et LeBron James
  - Production déléguée : Allison Abbate, Zinzi Coogler, Justin Lin, Sev Ohanian et Ivan Reitman
- Sociétés de production : Warner Bros. Pictures et Warner Animation Group
- Société de distribution : Warner Bros. Pictures (États-Unis et France)
- Budget : 150 000 000 $[8]
- Pays de production :  États-Unis
- Langue originale : anglais
- Format : couleur - 1,85:1
- Genre : animation, comédie, science-fiction, aventures
- Durée : 115 minutes
- Dates de sortie[9] :
  - États-Unis : 16 juillet 2021 (au cinéma et sur HBO Max)
  - France : 21 juillet 2021
- Classification[10] :
  - États-Unis : PG
  - France : tous publics

## Distribution
- LeBron James (VF : Baudouin Sama ; VQ : Fayolle Jean Jr.) : lui-même
- Don Cheadle (VF : Sidney Kotto ; VQ : François L'Écuyer) : AI-G Rhythm
- Sonequa Martin-Green (VF : Annie Milon ; VQ : Hélène Mondoux) : Kamiyah James, la femme de LeBron
- Klay Thompson (VQ : Anthony Kavanagh): lui-même / Wet-Fire
- Anthony Davis (VF : Yvick « Mister V » Letexier)[11] : lui-même / The Brow
- Diana Taurasi : elle-même / White Mamba
- Nneka Ogwumike : elle-même / Arachnneka
- Damian Lillard : lui-même / Chronos
- Ernie Johnson Jr. (VF : Gérard Darier) : lui-même
- Lil Rel Howery (VF : Eilias Changuel) : lui-même
- Kyrie Irving : lui-même
- Khris Davis (VF : Jean-Michel Vaubien ; VQ : Lyndz Dantiste) : Malik
- Cedric Joe (VF : Enzo Ratsito ; VQ : Loïc Moenner) : Dominic « Dom » James[12]
- Ceyair J. Wright : Darius James
- Harper Leigh Alexander (VF : Cerise Vaubien) : Xosha James
- Steven Yeun (VF : Benoit Dupac ; VQ : Antoine Durand) : le producteur exécutif de la Warner
- Michael B. Jordan (VF : Jean-Baptiste Anoumon) : lui-même
- Barack Obama l'homme qui donne le trophée à Lebron James

et les voix :
Originales
- Jeff Bergman : Bugs Bunny, Sylvestre, Sam le pirate, Fred Pierrafeu, Yogi l'ours
- Eric Bauza : Daffy Duck, Porky Pig, Charlie le coq, Elmer Fudd, Marvin le Martien
- Zendaya : Lola Bunny
- Bob Bergen : Titi
- Fred Tatasciore et Jim Cummings : Taz / Diable de Tasmanie
- Candi Milo : Mémé
- Gabriel Iglesias : Speedy Gonzales
- Rosario Dawson : Wonder Woman[13]
- Justin Roiland : Rick Sanchez et Morty Smith[14]

Françaises
- Gérard Surugue[15] : Bugs Bunny
- Emmanuel Garijo[15] : Daffy Duck et Taz
- Michel Mella[15] : Porky Pig et Speedy Gonzales
- Angèle[15] : Lola Bunny
- Patrice Dozier[16] : Elmer Fudd
- Patrick Préjean : Sam le pirate et Sylvestre
- Benoît Allemane : Charlie le coq
- Jean-Loup Horwitz : Marvin le Martien
- Patricia Legrand : Titi
- Barbara Tissier : Mémé
- Richard Darbois : Yogi l'ours
- Alain Eloy : Rick Sanchez
- Thibaut Delmotte : Morty Smith
- Ingrid Donnadieu : Wonder Woman

Québécoises
- François Sasseville: Bugs Bunny
- Hugolin Chevrette-Landesque: Daffy Duck
- Gardy Fury: Porky Pig / Speedy Gonzales
- Geneviève Bédard: Lola Bunny
- Sylvain Hétu: Rick Sanchez
- Philippe Martin: Morty Smith

Galerie photo des acteurs
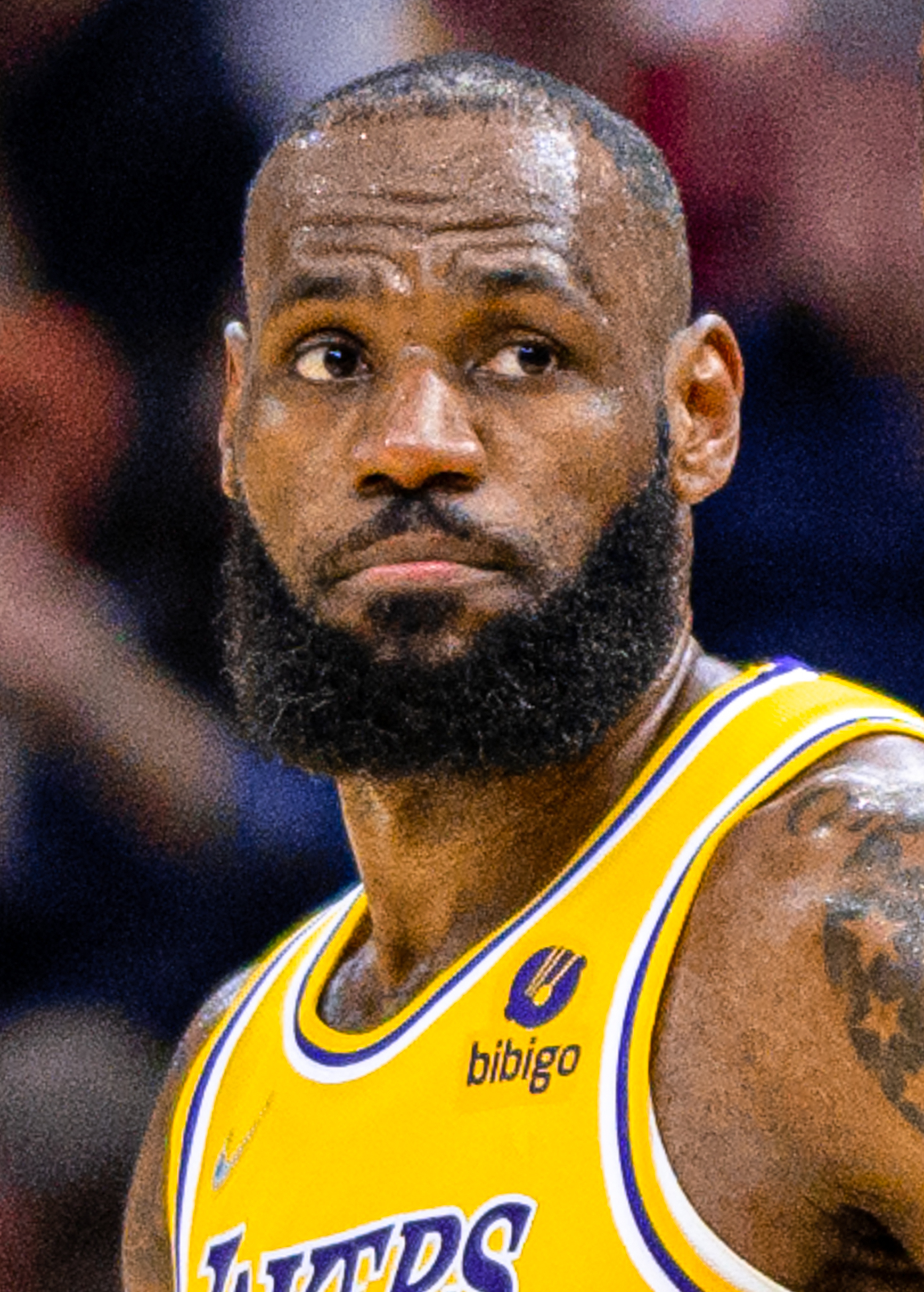
LeBron James
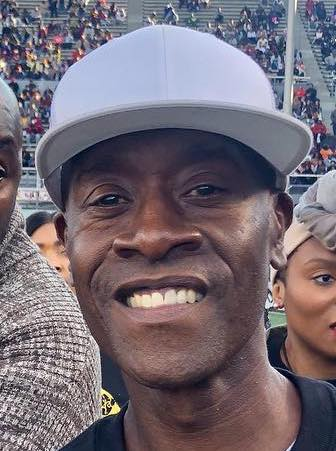
Don Cheadle
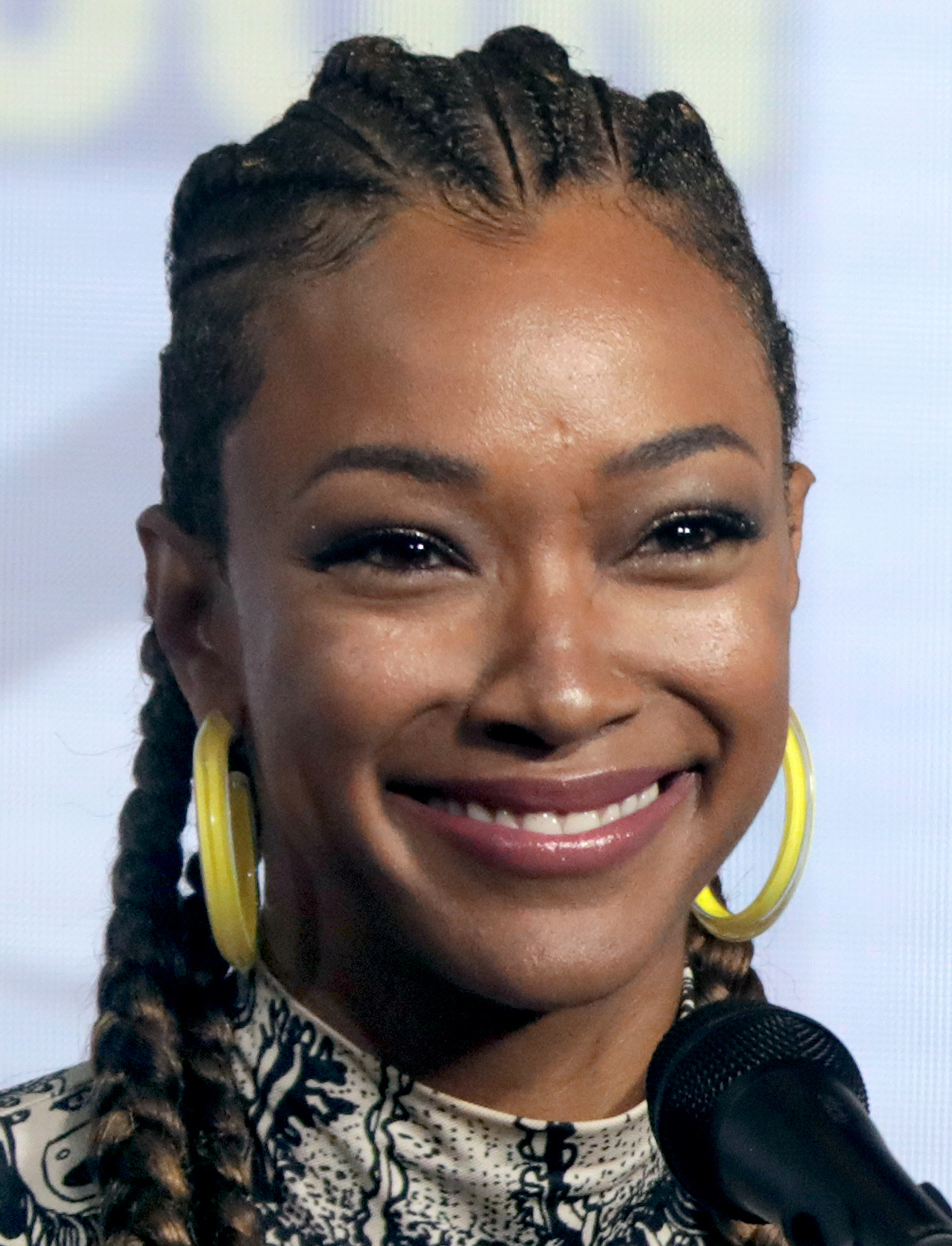
Sonequa Martin-Green
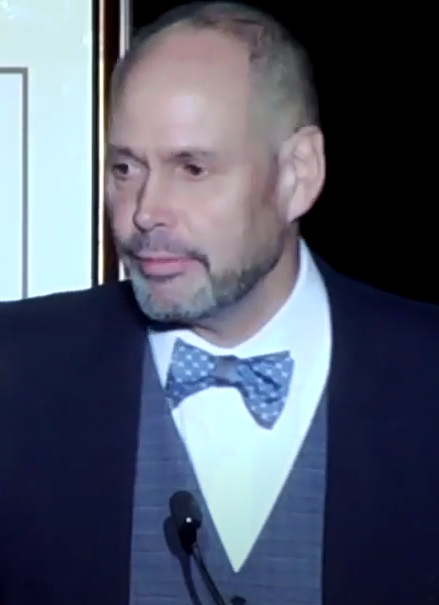
Ernie Johnson Jr.
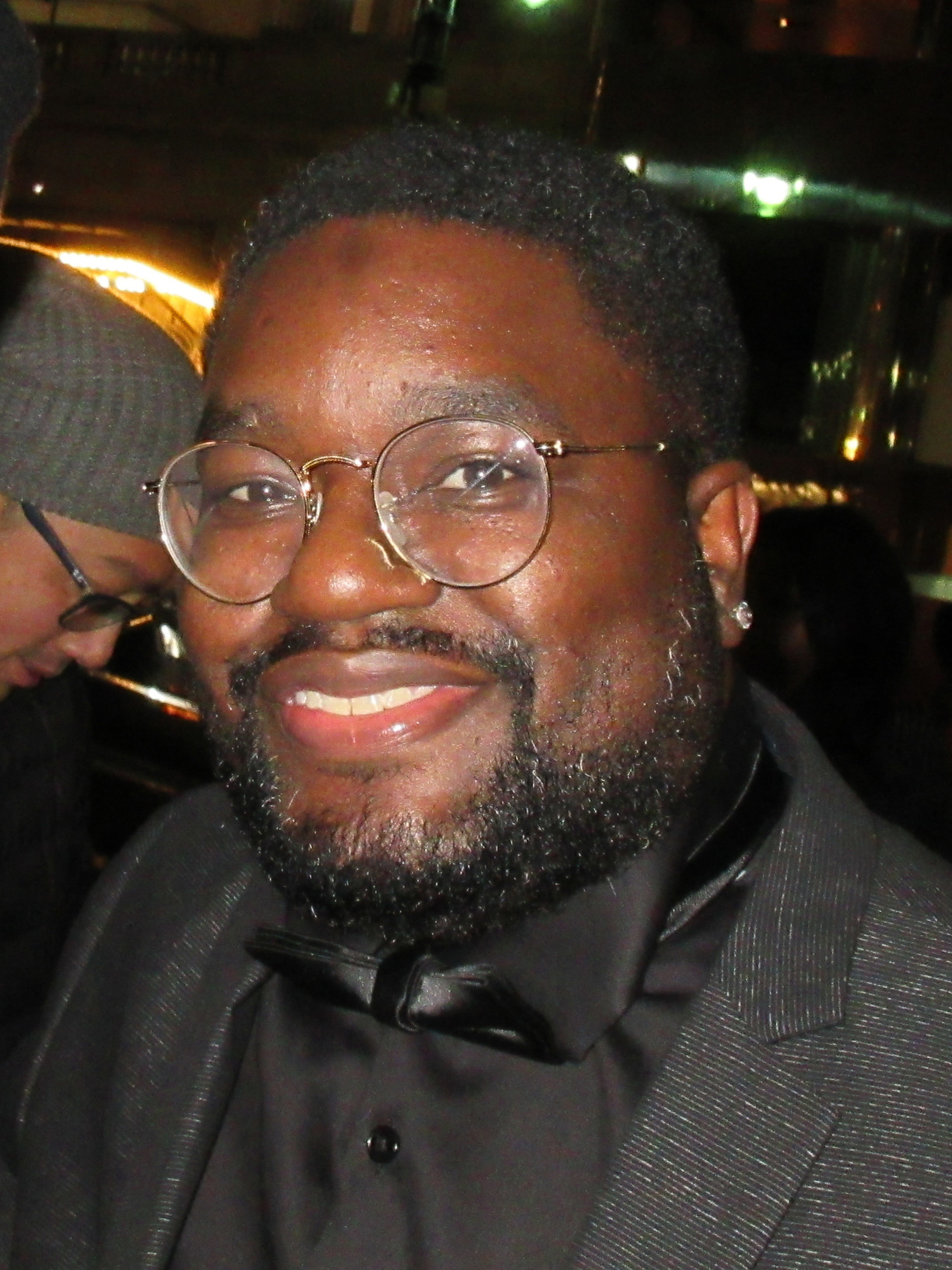
Lil Rel Howery
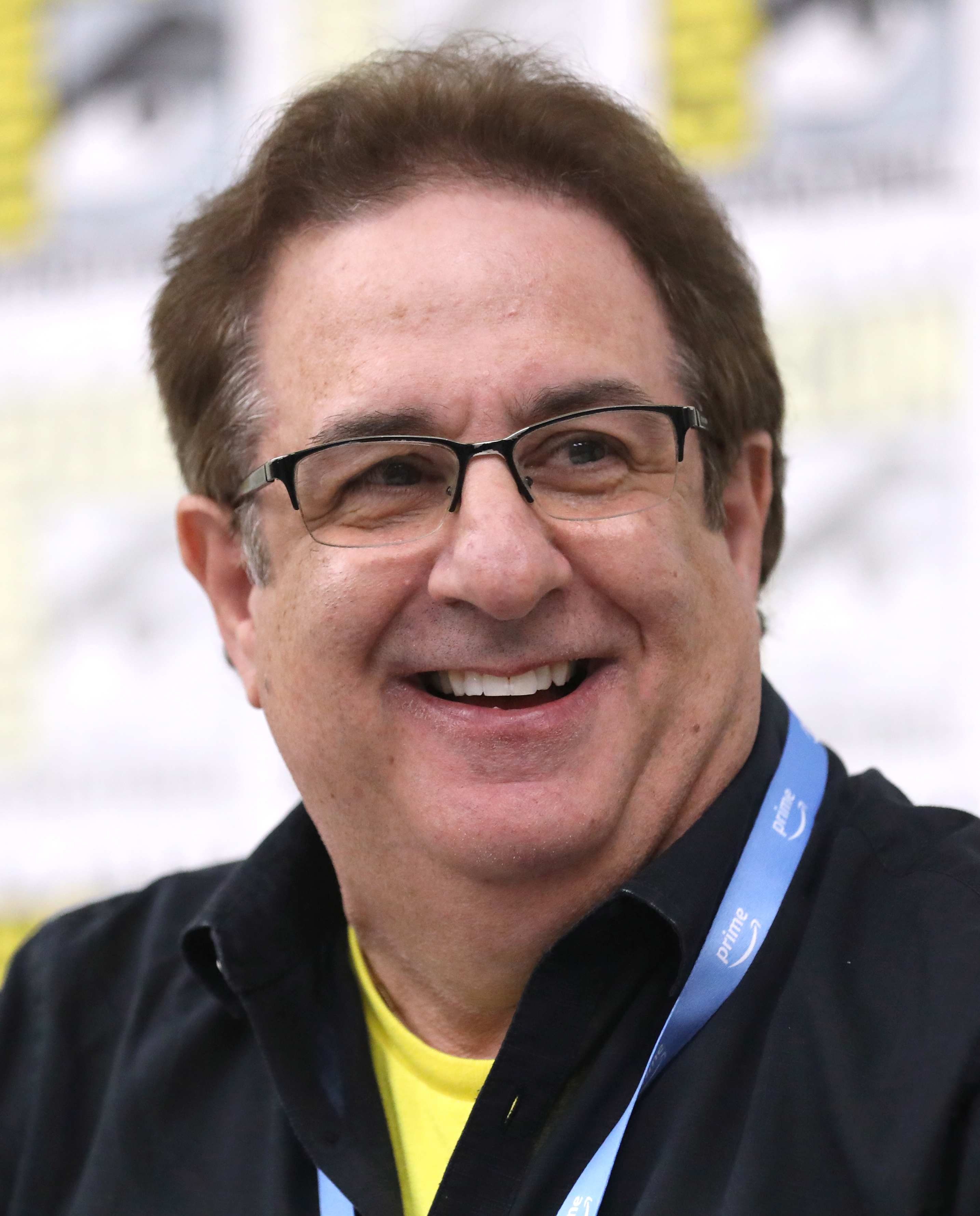
Jeff Bergman
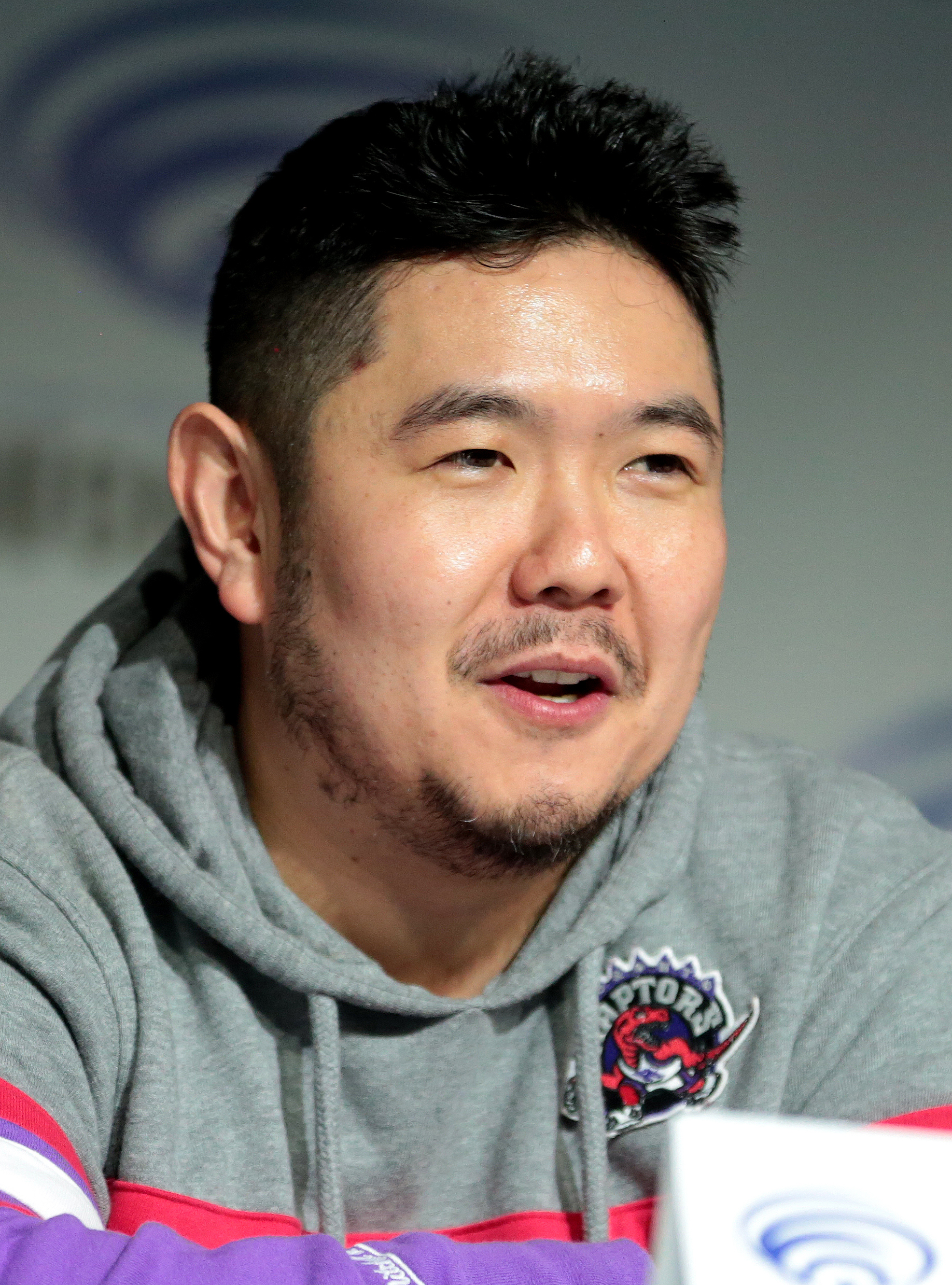
Eric Bauza
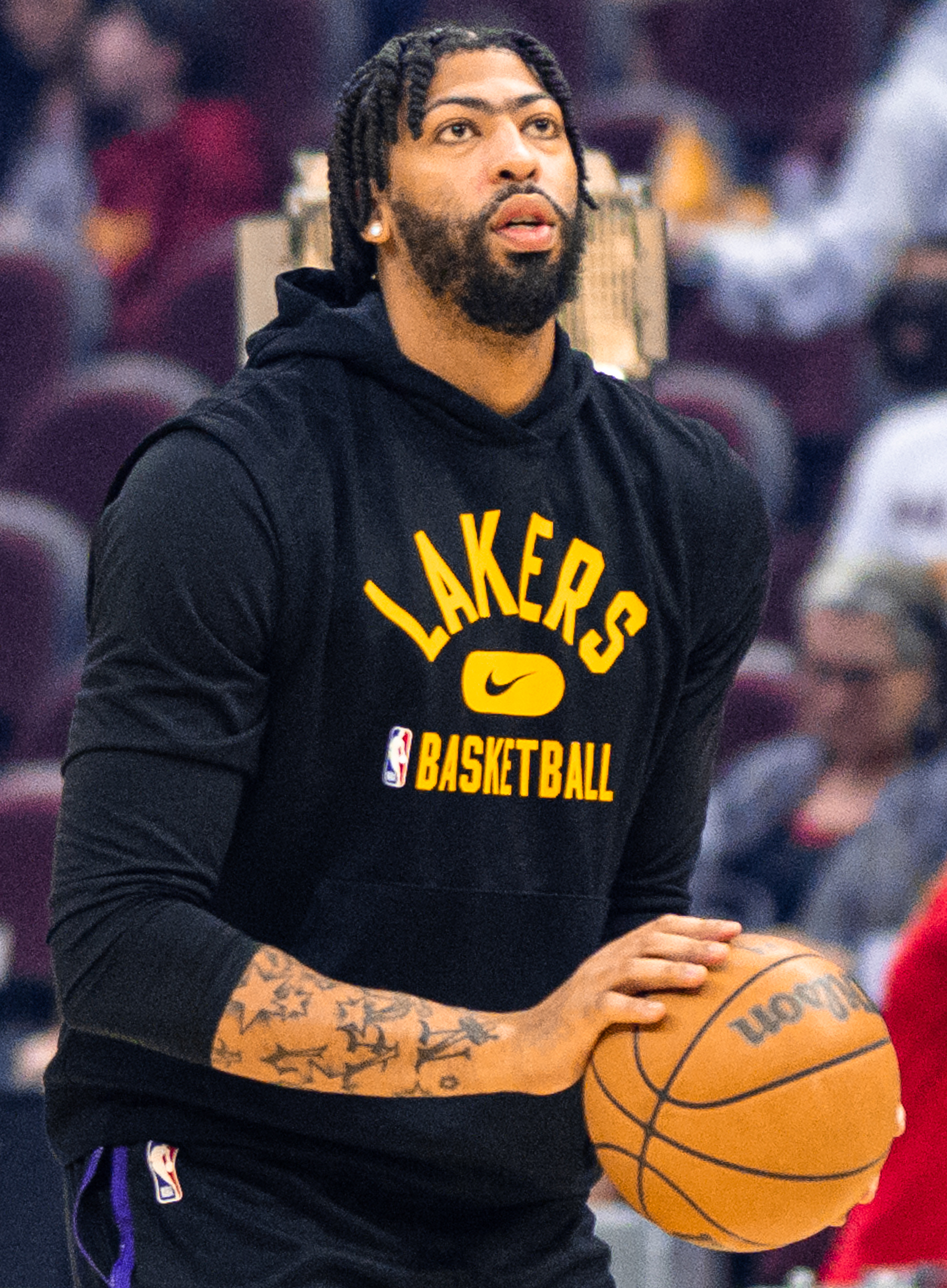
Anthony Davis
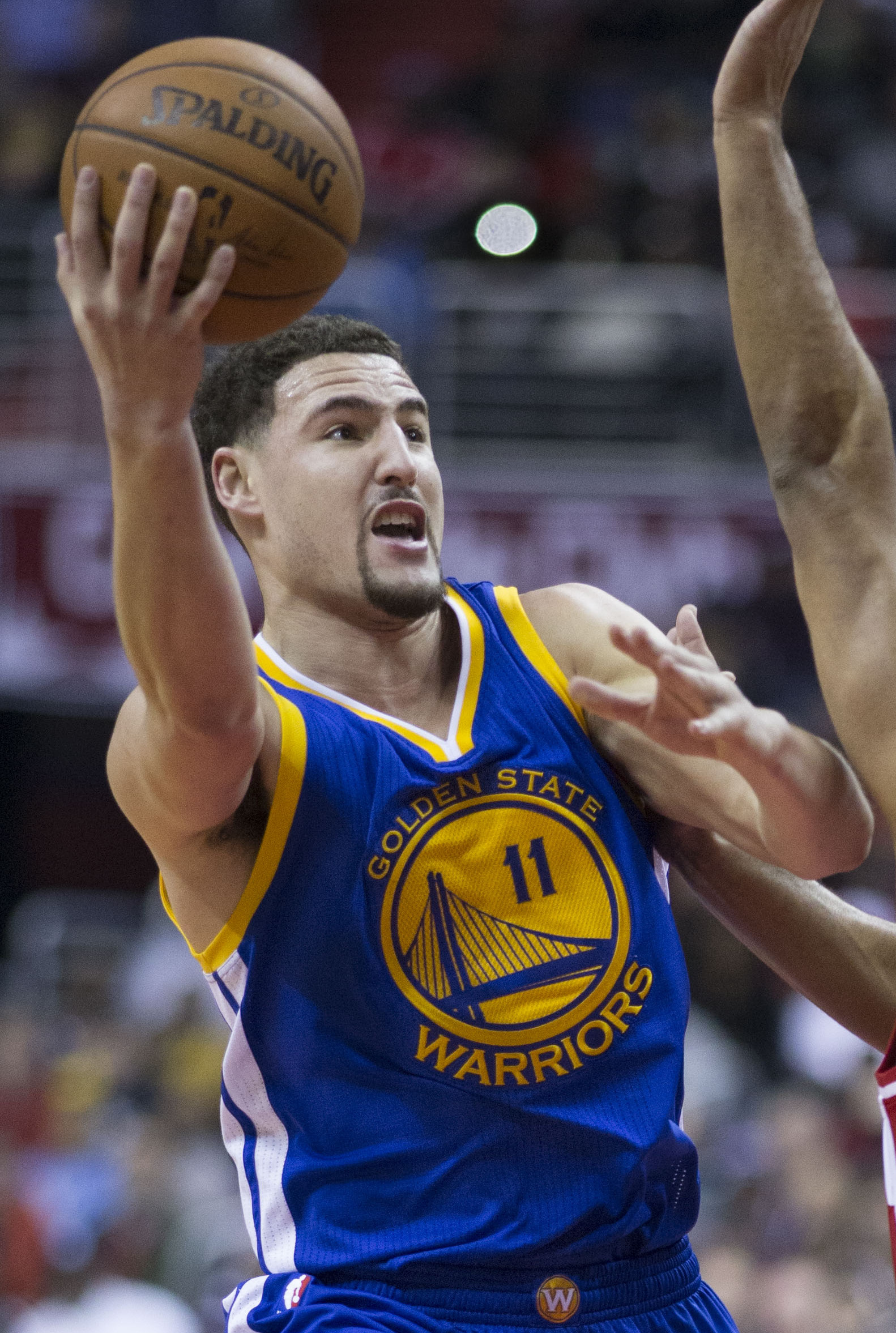
Klay Thompson
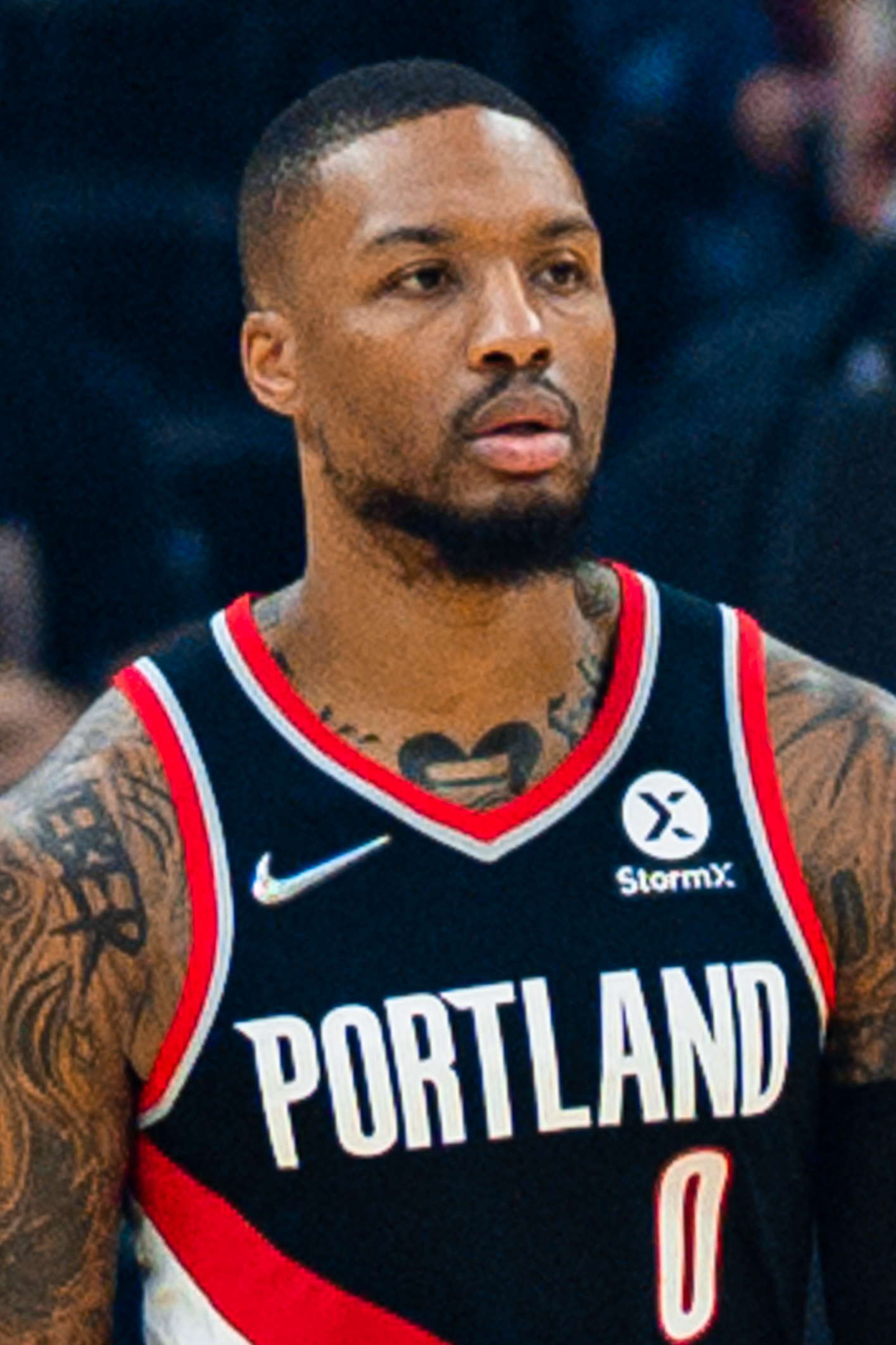
Damian Lillard
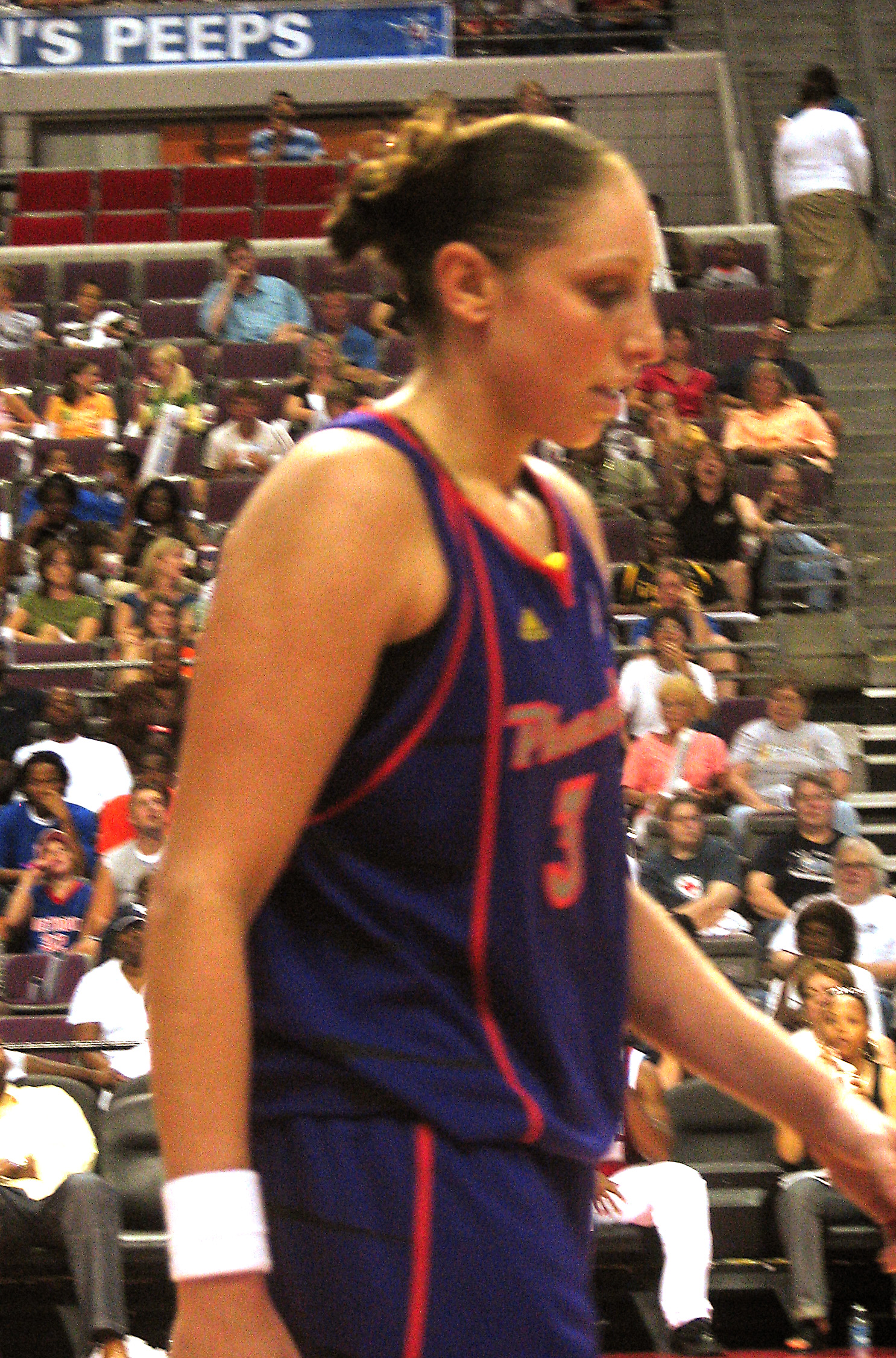
Diana Taurasi
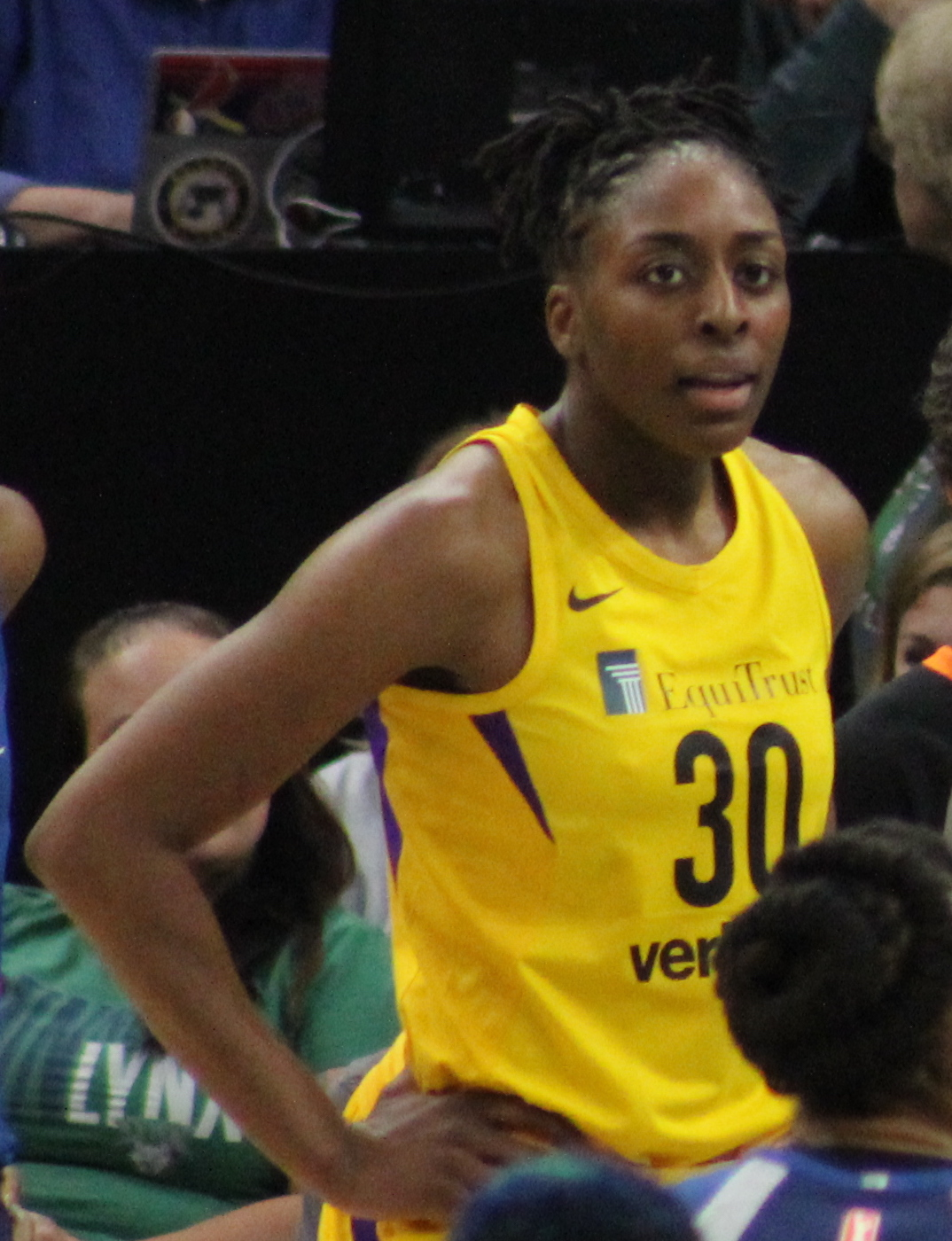
Nneka Ogwumike
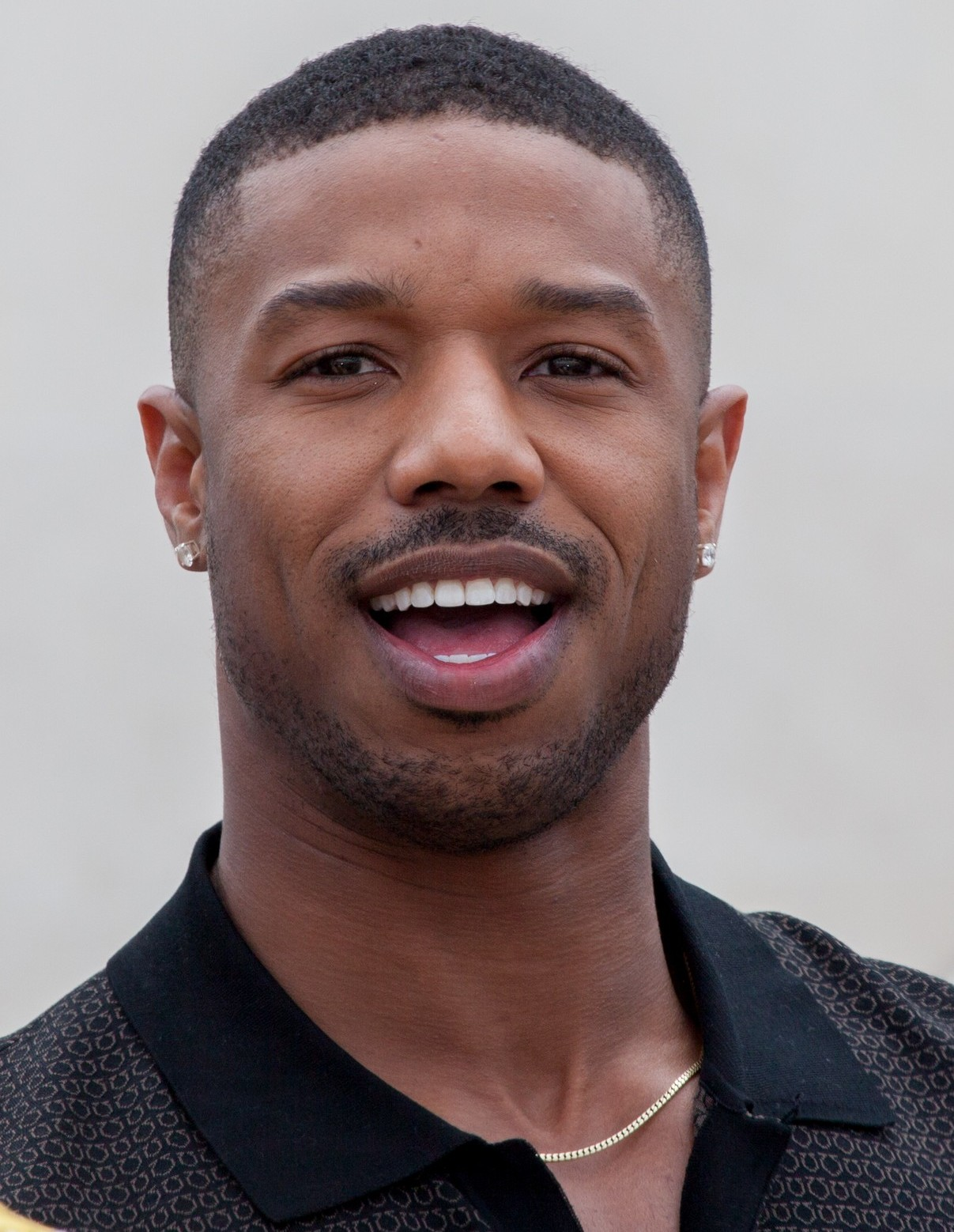
Michael B. Jordan
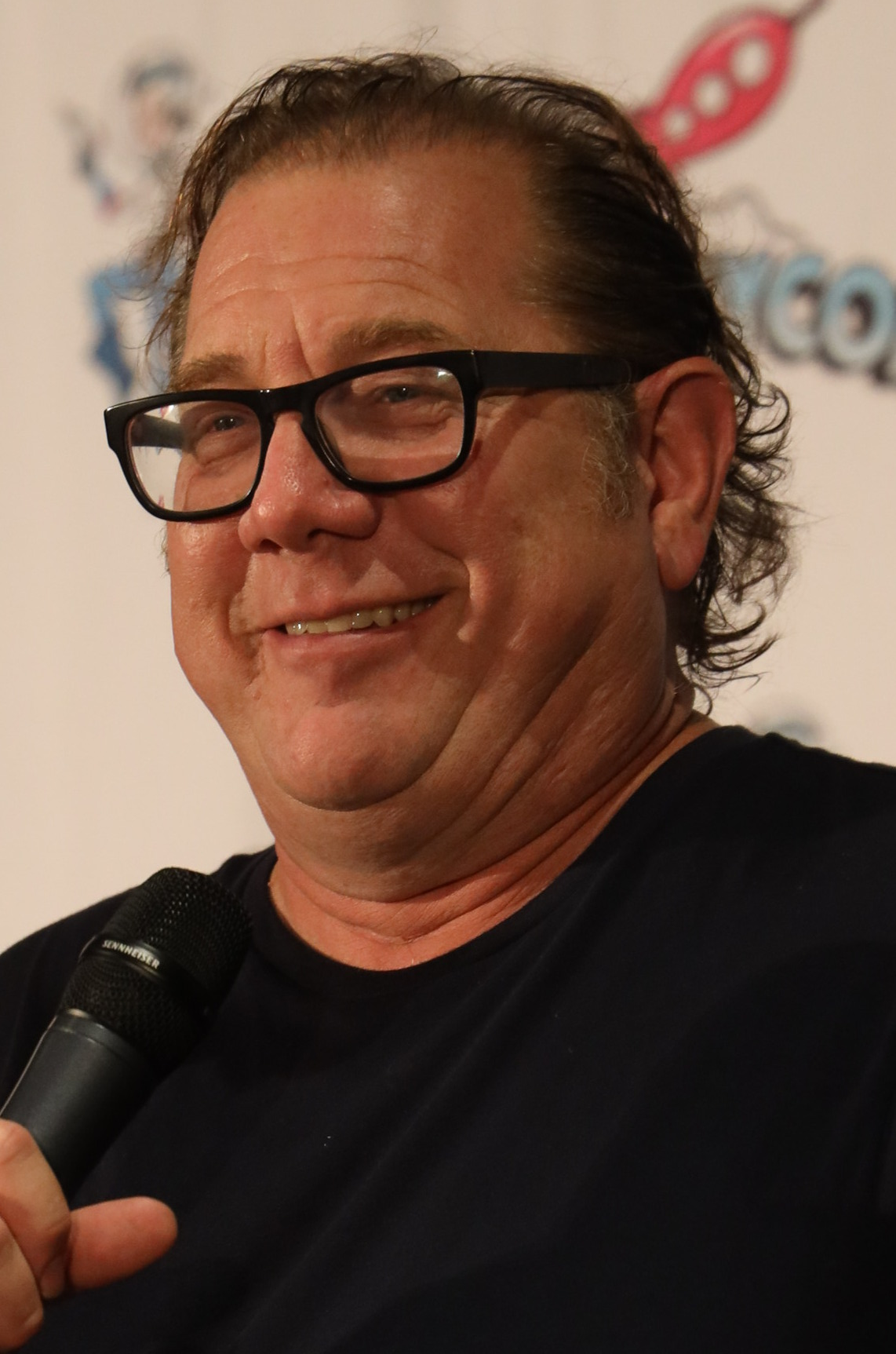
Fred Tatasciore
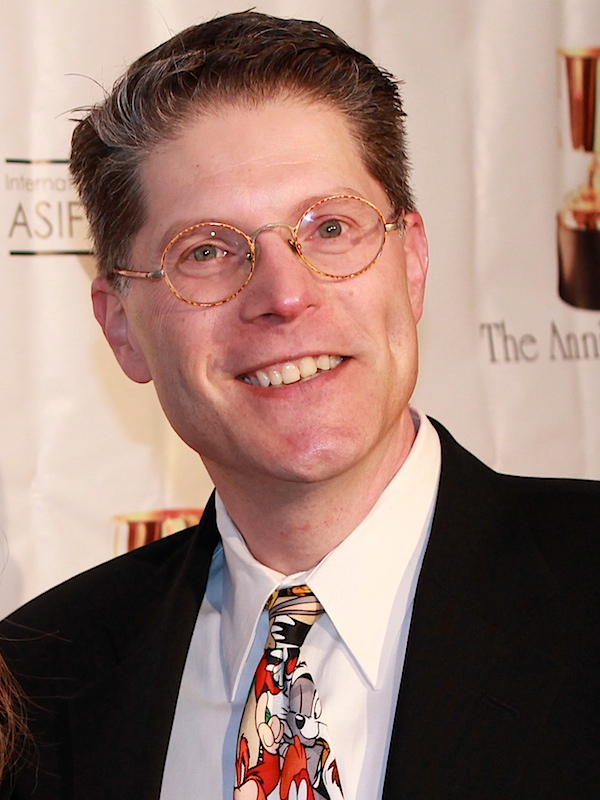
Bob Bergen
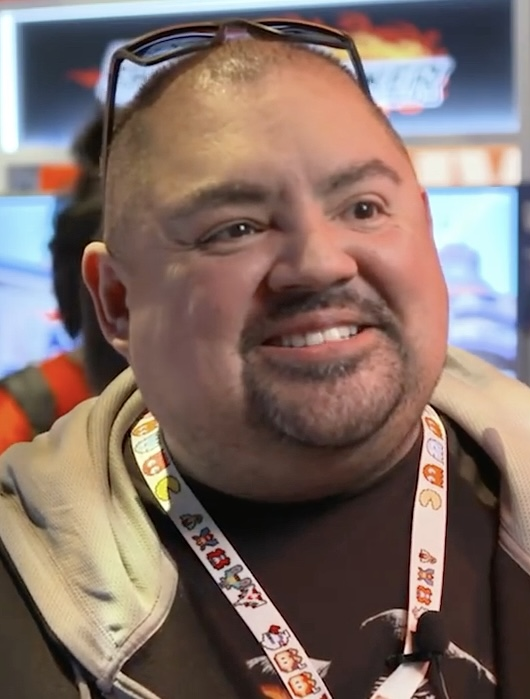
Gabriel Iglesias
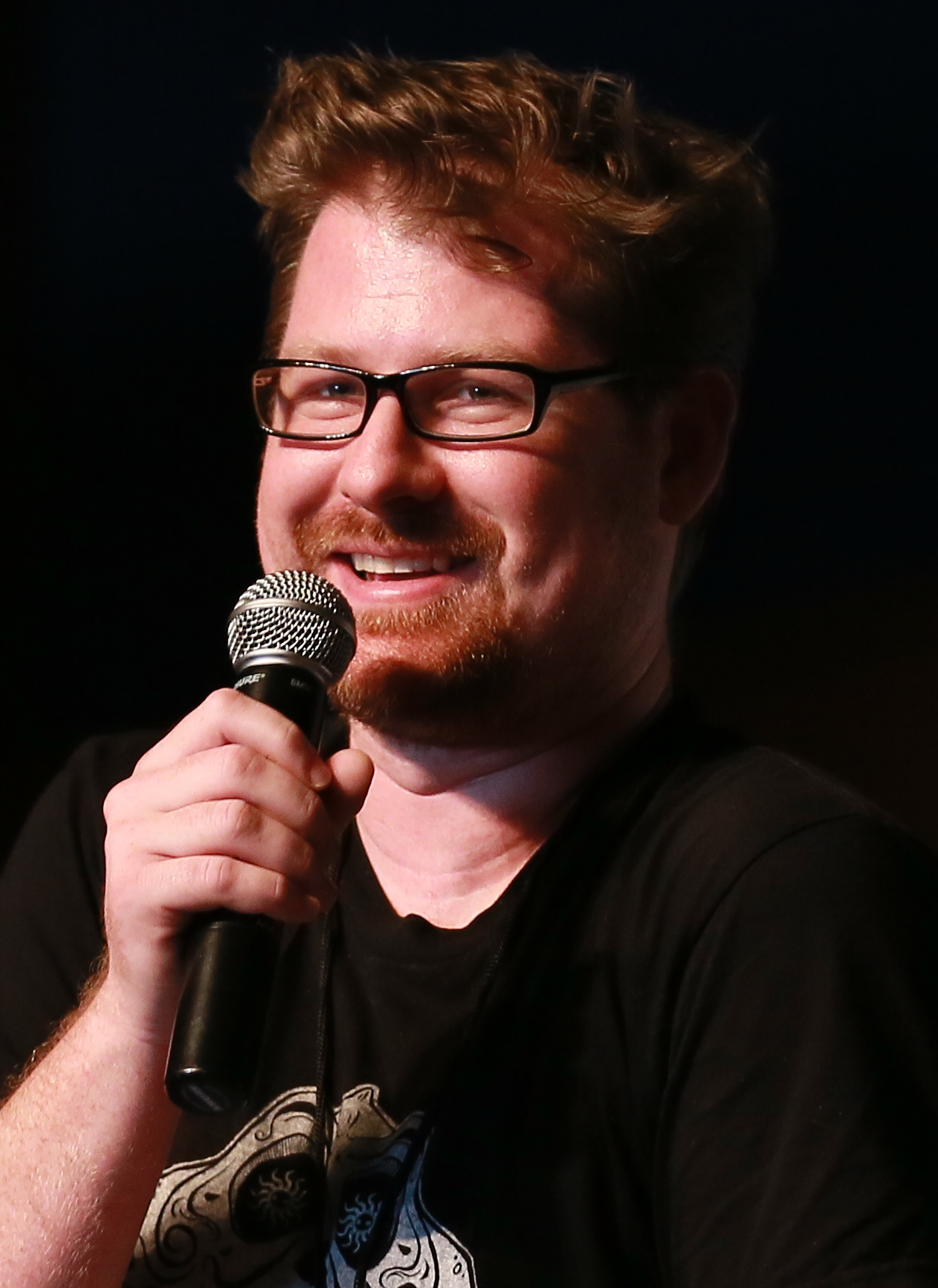
Justin Roiland
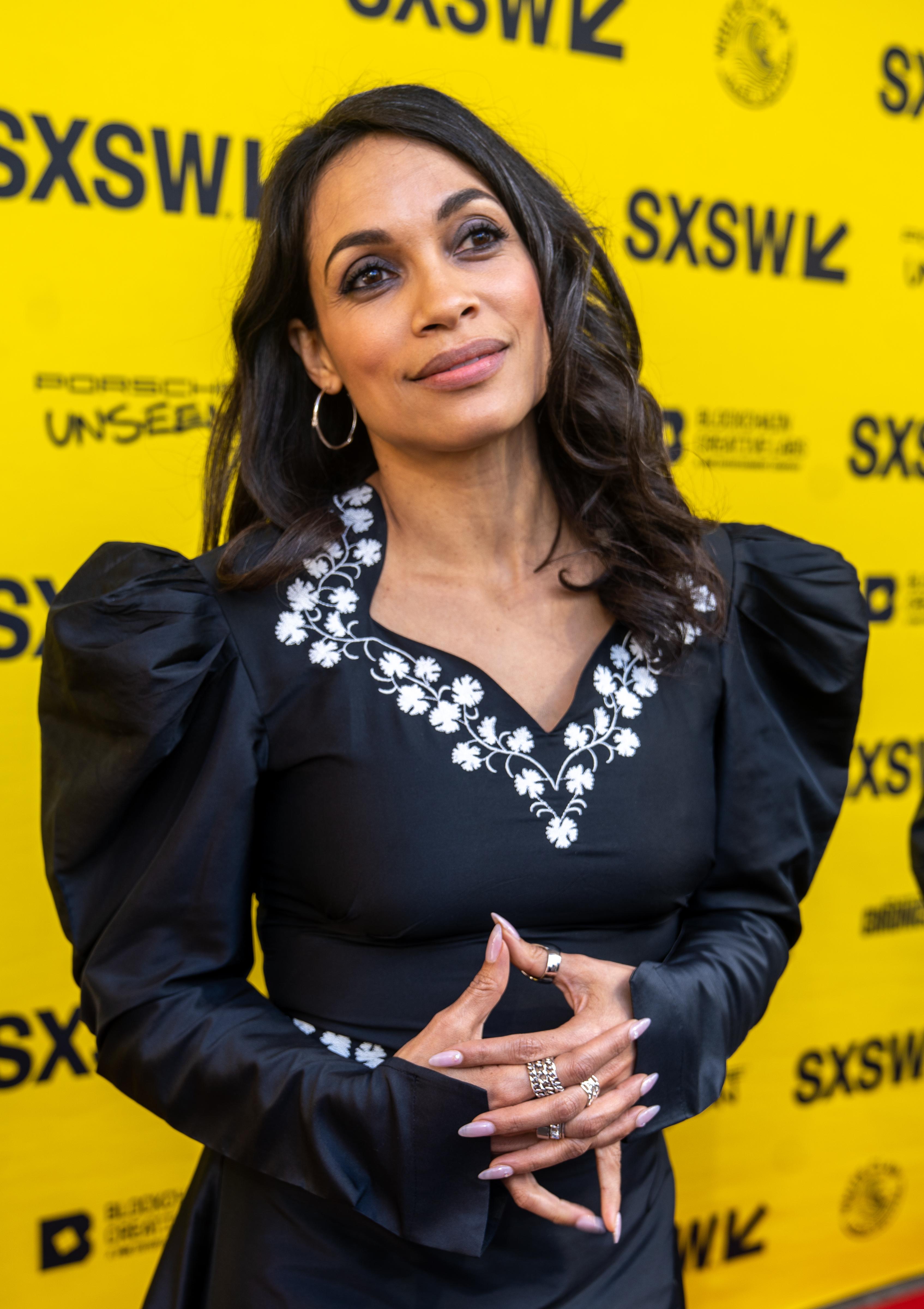
Rosario Dawson
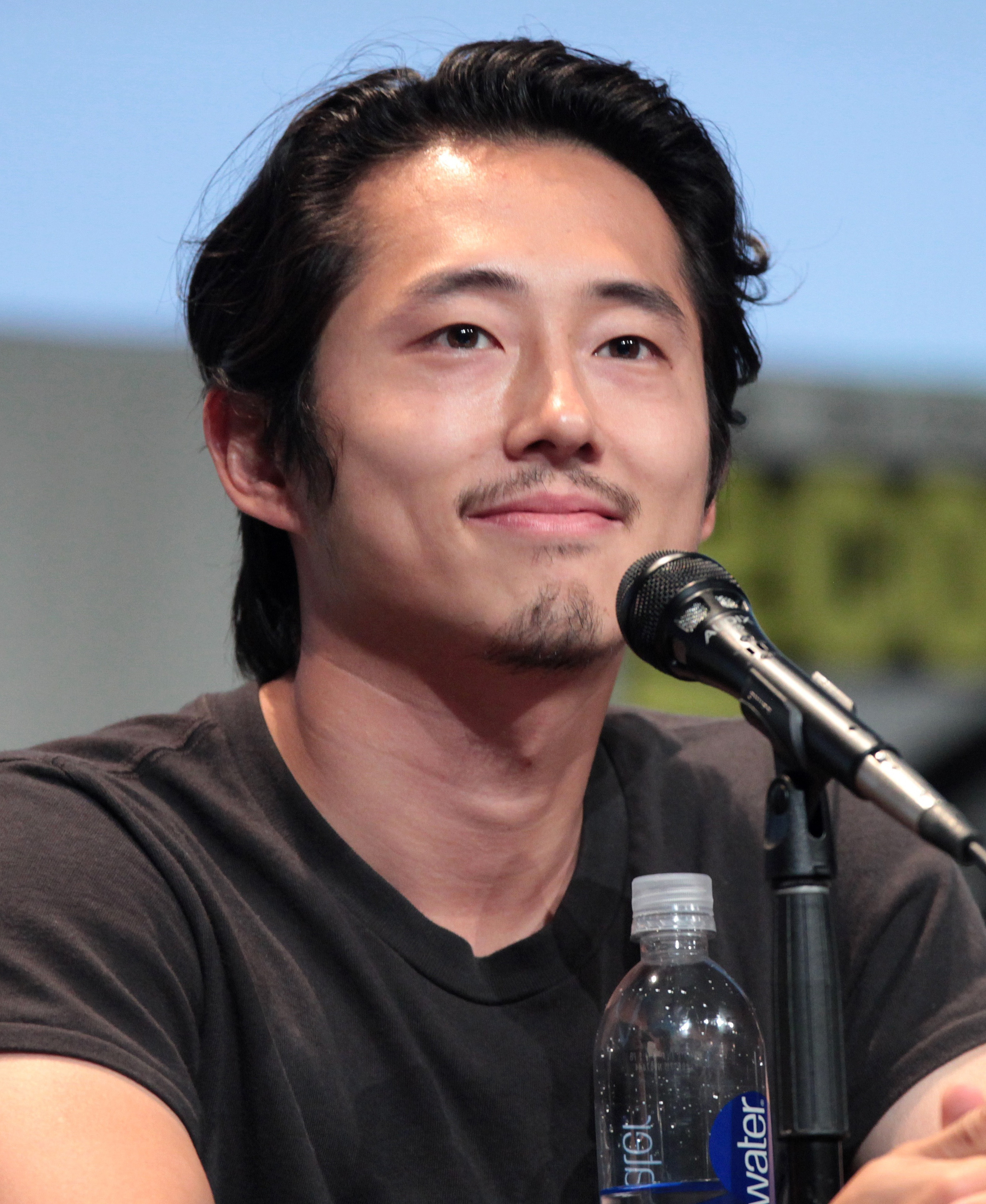
Steven Yeun
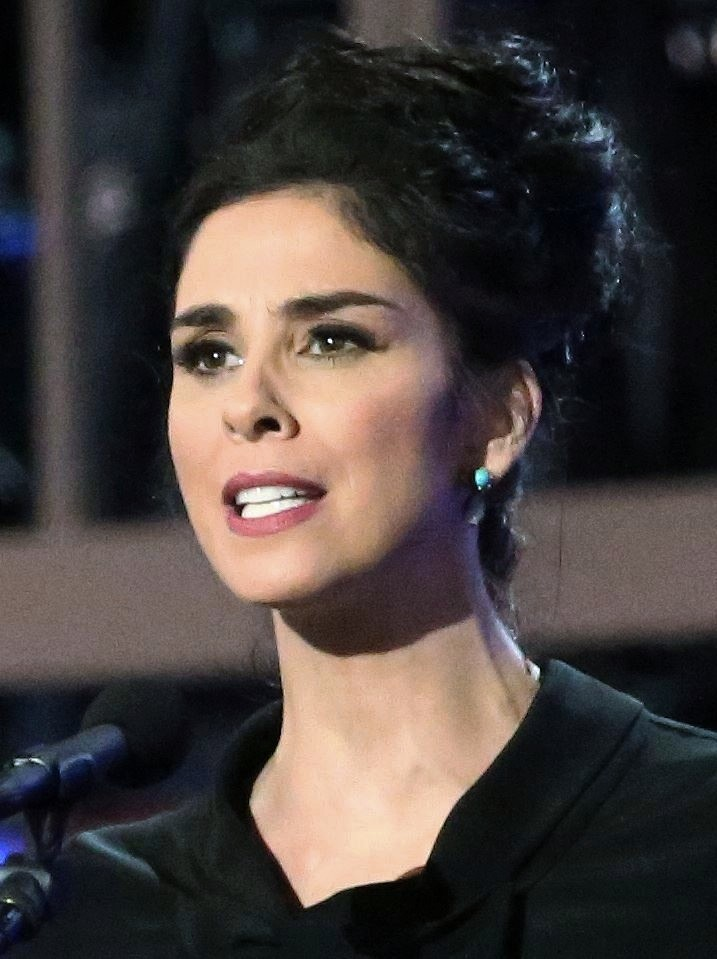
Sarah Silverman
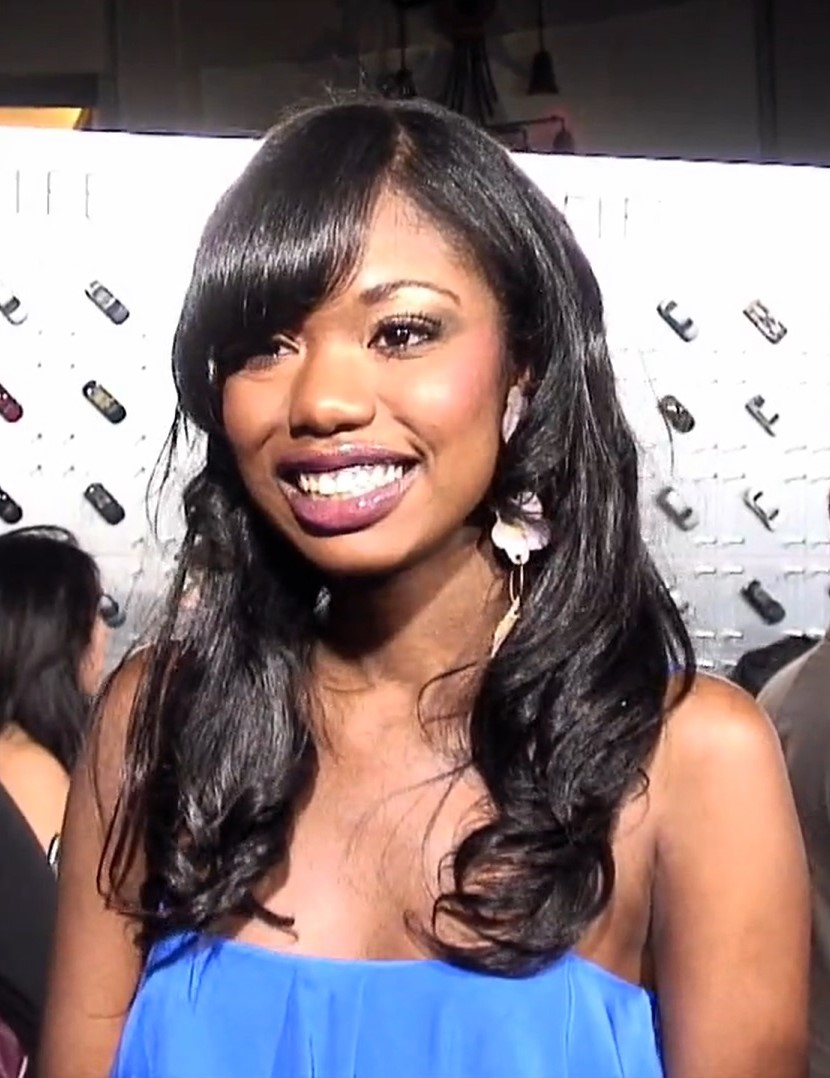
Xosha Roquemore

## Production

### Genèse et développement
Une suite de Space Jam est évoquée en 1997, un an après sa sortie. L'intrigue de Space Jam 2 prévoit alors un nouveau match de basketball entre les Looney Tunes et un nouveau méchant nommé Berserk-O!. Le dessinateur Bob Camp (en) est chargé de créer le personnage ainsi que ses hommes de main. Le retour de Joe Pytka, réalisateur du premier film, est alors annoncé, alors que Spike Brandt et Tony Cervone rejoignent le projet comme superviseurs de l'animation. Cependant, Michael Jordan n'est pas intéressé par ce projet de suite. Warner Bros. stoppe alors le projet Space Jam 2.
Le projet est plusieurs fois relancé avec différentes idées. Un script intitulé Spy Jam est développé autour de Jackie Chan ou encore Race Jam avec le pilote de NASCAR Jeff Gordon. Par ailleurs, Joe Pytka révèle qu'il avait quant à lui proposé une idée de suite avec le golfeur Tiger Woods, avec Michael Jordan dans un plus petit rôle,. Ivan Reitman, producteur du premier film, préfère quant à lui faire un film avec Michael Jordan en tête d'affiche. Le projet est ensuite remplacé par Les Looney Tunes passent à l'action (2003). Un film intitulé Skate Jam est un temps développé avec Tony Hawk. La production doit alors débuter après la sortie de Les Looney Tunes passent à l'action, mais ce dernier reçoit un accueil critique et public mitigé.
En février 2014, Warner Bros. annonce officiellement que LeBron James va participer à la suite. Willie Ebersol est alors chargé d'écrire le script. En mai 2014, LeBron James déclare « J'ai toujours aimé Space Jam. C'était l'un de mes films préférés en grandissant. Si j'ai cette opportunité, ça serait énorme ». En juillet 2015, LeBron James et sa société de production Spring Hill Entertainment signent un accord avec Warner Bros. pour des programmes télévisés, des films et contenus digitaux, alors que le joueur reçoit des critiques positives pour sa performance dans la comédie Crazy Amy (2015),,.
En 2016, Justin Lin signe comme réalisateur et doit coécrire le script avec Andrew Dodge et Alfredo Botello. En août 2018, Justin Lin quitte finalement le projet. Le poste de réalisateur revient alors à Terence Nance. En septembre 2018, Ryan Coogler est annoncé comme producteur. SpringHill Entertainment dévoile alors une image teaser promotionnelle annonçant le film.
En mars 2019, Sonequa Martin-Green rejoint la distribution dans le rôle de Kamiyah James, la femme de LeBron. En juin 2019, plusieurs basketteurs sont annoncés dans leur propre rôle : Diana Taurasi, Nneka Ogwumike, Damian Lillard et Chiney Ogwumike.
Le 16 juillet 2019, le réalisateur Terence Nance quitte le film alors que le tournage a débuté, en raison de divergences créatives. Il est alors remplacé par Malcolm D. Lee.

### Tournage
En septembre 2018, il est annoncé que le tournage du film débutera à la fin de la saison NBA 2018-2019. Il doit se dérouler en Californie,,,. L'équipe du film peut ainsi bénéficier d'une exonération de taxes de 21,8 millions de dollars,,.
Le tournage débute le 25 juin 2019,. Il a notamment lieu dans les Warner Bros. Studios de Burbank. Les scènes dans le manoir de LeBron James sont par ailleurs tournées dans l'Ohio à Akron.

### Attribution des rôles vocaux
Plusieurs articles faisaient mention du retour de Kath Soucie dans le rôle de Lola Bunny comme dans le premier volet, mais le 7 juin 2021 une vidéo annonçant Zendaya dans le rôle a été diffusée,.

### Musique
En janvier 2020, Hans Zimmer est annoncé comme compositeur. Quelques mois plus tard, il est précisé que Kris Bowers (en) collaborera avec lui. Finalement, en janvier 2021, il est officiellement annoncé que Kris Bowers sera seul pour composer la musique du film,
L'album de la bande originale est publié le 9 juillet 2021 via les labels Republic Records et WaterTower Music,.
| 1.  | We Win            | - Lil Baby - Kirk Franklin                     | 3:15 |
| 2.  | Control the World | - 24kGoldn - Lil Wayne                         | 2:16 |
| 3.  | See Me Fly        | - Chance the Rapper - John Legend - Symba      | 2:23 |
| 4.  | Hoops             | - Saweetie - Salt-N-Pepa - Kash Doll           | 2:42 |
| 5.  | Pump Up the Jam   | Lil Uzi Vert                                   | 2:15 |
| 6.  | Just for Me       | - Saint Jhn - SZA                              | 3:37 |
| 7.  | Crowd Go Crazy    | John Legend                                    | 3:00 |
| 8.  | Mercy             | Jonas Brothers                                 | 3:01 |
| 9.  | Gametime          | - Lil Tecca - Aminé                            | 3:11 |
| 10. | About That Time   | - Dame D.O.L.L.A. - G-Eazy - P-Lo - White Dave | 3:11 |
| 11. | MVP               | Brockhampton                                   | 2:51 |
| 12. | Settle the Score  | - Cordae - Duckwrth                            | 2:29 |
| 13. | Goin' Looney      | Big Freedia (en)                               | 3:40 |
| 14. | Shoot My Shot     | Joyner Lucas                                   | 3:22 |
| 15. | My Guy            | Leon Bridges                                   | 3:20 |
| 16. | The Best          | Anthony Ramos                                  | 3:01 |

## Sortie et accueil

### Date de sortie et promotion
La première bande-annonce fait état d'une sortie pendant l'été 2021.
De par son grand nombre de références, caméos et crossovers qu’elle contient, la bande-annonce crée un événement planétaire et devient virale,,,.

### Accueil critique
Le film récolte 27% sur Rotten tomatoes. Les principales critiques portent sur le côté fan service et publicitaire sur les produits de Warner Bros, le jeu d'acteur de LeBron James et l'histoire « cliché ».

### Box-office
Le film amasse la somme de 32 millions de dollars de recettes pour son premier week-end, ce qui est un record pour un film familial et pour un film Warner Bros depuis le début de la pandémie de Covid-19,.
Le film est finalement un demi-échec au vu de ses 160 millions de $ engendrés pour un budget de 150 millions. Cependant au vu du contexte de la crise sanitaire, le film parvient à sortir du lot et faire de bons résultats.
| Pays ou région    | Box-office      | Date d'arrêt du box-office | Nombre de semaines |
| ----------------- | --------------- | -------------------------- | ------------------ |
| États-Unis Canada | 70 528 072 $    | 7 octobre 2021             | 12                 |
| France            | 419 626 entrées | 24 août 2021               | 5                  |
| Total mondial     | 162 828 072 $   | -                          | -                  |